# Иржи Менцел
Иржи Менцел (на чешки: Jiří Menzel) е чешки кино и театрален режисьор, актьор и сценарист, носител на награда „Оскар“ за чуждоезичен филм през 1968 г. за „Строго охранявани влакове“. Филмите му често съчетават хуманистичен поглед към света със сарказъм и провокативна кинематография. Голяма част от тях са адаптирани по творби на чешките писатели Бохумил Храбал и Владислав Ванчура.
Менцел е от онова поколение режисьори, което се причислява към Чехословашката нова вълна. Самият той става световноизвестен през 1967 г., когато печели наградата на Академията за най-добър чуждоезичен филм, а през 1985 г. отново е номиниран за филма си „Селце мое, централно“.

## Биография

### Произход
Иржи Менцел е роден на 23 февруари 1938 г. в Прага, Чехословакия. Раждането му е изненада, тъй като майка му не знаела, че очаква близнаци. Появява се 15 минути след сестра си Хана. Така се превръща в третото дете и първият син в семейството на Йозеф Менцел, редактор на „A-Zet“ и съпругата му.
Тъй като бъдещият режисьор се ражда само година преди избухването на Втората световна война, прекарва първите си съзнателни години в огромни лишения и под звуците на бомбардировките над Чехословакия.
Родителите му постоянно живеят в страх, да не би децата им да споделят някои от политическите разговори, които се водят у дома, затова ги възпитават в предпазливост.
Поради тази причина самият Менцел твърди, че е израснал в поколение, което е възпитано да живее тихо, да внимава да не засегне или обиди някого. Конкретно за майка му да си порядъчен означавало да си плах и сдържан. По думите му и до днес, благодарение на това си възпитание, няма добро самочувствие.
Още от дете родителите му отделят време да го водят на различни културни мероприятия. Майка му е била почитателка на операта, а баща му на театъра. Така постепенно се развива любовта му към изкуството, като и до днес казва, че предпочита театъра пред киното.

### Юношески години
В етапа на съзряване осъзнава, че прекалено често се съгласява с мнението на другите, заради страха си да не го помислят за профан. По-късно решава, че предпочита да го смятат за глупак пред това да повтаря мнението на приятелите си като папагал.
По това време интересът му към театралните постановки става доста изявен и го превръща в истински почитател на сценичните изкуства. Младият Иржи не просто си купува издания с театрални пиеси, книги за театъра, мемоари на актьори, но и върви километри пеша, за да гледа постановки в градчета около Прага. Мечтае за собствен театър и дори си създава режисьорска книга, която остава единствената му театрална такава, защото по-късно в истинската си практика осъзнава, че няма нужда от нея.
„Искаше ми се да работя в театър – каквото и да е. Сам не знаех какво по-точно. Нямах никаква представа. Да стъпя на сцената като актьор през ум не ми минаваше. Нито можех да рисувам, нито да свиря на някакъв инструмент. Какво му остава на човек, който нищо не умее и иска да е в някой театър? Има само една възможност: да стане режисьор.“
След като завършва училище кандидатства режисура в Театралния факултет на Академията на изкуствата. Не го приемат, като изтъкнатата причина е липса на талант. След това разочарование започва работа в едно телевизионно студио. По онова време в телевизията липсват всякакви дигитални чудеса и дори финалните надписи се пишат на картон и са се слагат на статив пред камерата. Там Иржи работи като момче за всичко, но по това време открива филмите в телевизионния им формат. Започва да се интересува от монтаж и продукция. Запознава се с Ян Колар, режисьорът на първия чешки мегафилм, който работи в архива на телевизията. За този период от живота си казва:
„След като се огънете под тежестта на руски мегафилм в шест части, не можете да не уважавате киното.“

### Студентски години
Решава да кандидатства във Филмовия и телевизионен факултет на Академията за сценични изкуства в Прага с намерение да се посвети на телевизията. Когато се стига дотогава, си признава, че е имал предварително въпросите на ръководителя на режисьорския клас проф. Вавра, затова е и една идея по-подготвен от другите.
Във ФАМУ Менцел решава, че за да си добър режисьор трябва да си добър и в областта, в която правиш филми. Поради тази причина посещава лекции по психология, история на изкуството и литература при самия Милан Кундера.
Първите кадри, които заснема във ФАМУ са два кратки 16-милиметрови филма в края на първи курс.
Във втори курс се запознава се с Яромир Шофър, тогава още студент, който е оператор на всичките му филми без два. Двамата работят заедно вече 50 години и поддържат силна приятелска връзка, която прераства и в много добри професионални отношения. Първият им съвместен проект е документален филм за строенето на панелните блокове като кадри от него Менцел използва за дипломния си филм.
Въпреки всички хубави кино проекти, които успява да осъществи във ФАМУ, твърди, че най-важното събитие, което го формира като режисьор е поставянето на „Кристална нощ“. Една постановка, на която той и приятелите му присъстват по време на целия творчески процес. От четенето на маса до премиерата – цели 3 месеца. По време на работата по постановката се научава да приема актьорите не като кукли, а като партньори. И за пореден път си доказва, че театъра му е много по-интересен от киното.
След завършването си през 1961 г., въпреки желанието му да се занимава с театър, е назначен в телевизията, където му възлагат да снима седмичните филмови прегледи. По това време му се налага да работи и по създаването на дипломния си филм, за който дълго време не намира сюжет. Има си образец картината: „Разходка в полето на Реноар“, която го вдъхновява да снима филм с въздействаща атмосфера, контрастираща между бездействието с привидна неподвижност. Според това си виждане как трябва да изглежда филма, създава „Умря добрият ни господин Фьорстер“ през 1963 г. Това е един филм, в който привидната липса на драматичност води зрителя към търсенето на драмата в самите герои.

### Актьорска кариера
Много от нещата, които се случват в живота на Менцел той отдава на късмета си и това, че в подходящия момент е бил на подходящото място. Такъв е случаят и с началото на успешната му актьорска кариера. Един ден докато се мотае из театъра го забелязват Ян Кадар и Елмар Клос и му предлагат да се яви на кастинг за новия им филм „Обвиняемият“. Менцел печели кастинга, но споделя, че до края на снимачния процес винаги ходел на снимки с мисълта, че не си върши работата както трябва и всеки ден се чувствал подготвен да му кажат, че не се справя. Притеснявал се, че ангажирането му е било грешка и само губи времето на Кадар и Елмар. Филмът обаче се оказва успешен и му помага да научи много за актьорите при по-късната си работа като режисьор.

### Казарма
Когато идва време да постъпи в казармата, го разпределят в „Чехословашко армейско кино“, където трябва да подготвя филмови прегледи на армейските филми. Много негови приятели от арт средите му предлагат да му помогнат за издаването на фалшив документ от лекар, който да му спести военната служба, но той им отказва. В онзи момент това е много често срещана практика при студентите от арт училищата, които симулират психически разстройства и нервни сривове. Менцел заедно с тези, които в крайна сметка влизат в казармата са изпратени в мотострелкова част за няколко месеца, за да си „спестят психическото напрежение“, създадено им от работата в киното и правенето на снимки на офицерите.

### Ранен режисьорски опит
Едно от най-важните присъствия в живота му след казармата е това на писателя Бохумил Храбал. Повод за запознанството им става решението на приятелите му от ФАМУ всеки да заснеме по един разказ на Храбал и накрая да ги обединят в едно. Менцел адаптира на един дъх „Смъртта на господин Балтазар“ от 1965 г. по новелата „Перлички на дъното“.
Същата година снима „Престъпление в девическата гимназия“ 1965 г. – Филмът трябвало да се снима от режисьора Иржи Крайчек, който първоначално твърди, че няма проблем да го направи Менцел, а после му изпраща писмо, в което се опитва да го обвини, че взима работата на по-възрастните си колеги. Двамата влошават отношенията си въпреки че Крайчек пръв опитва да измести няколко свои колеги от борбата за режисьорското място и да снима сам адаптацията.
Това е и времето, в което получава възможността да се изяви като режисьор в театъра. Избира да постави пиесата „Мандрагора“. Спира се на нея според трупата актьори, която била сформирана. Твърди, че сюжет за театър не се избира заради внушителни концепции, а спрямо актьорите с които разполагаш. Постановката пожънва голям успех и се играе в продължение на 9 години.

### Чешка нова вълна
„Не бяхме никакво сдружение, събрано под знака на едни и същи теоретични възгледи, никой от нас нямаше куража, нито желание да формулира това, което ни сближава.“
Чешката нова вълна не е хомогенно движение с обща програма. Според Менцел единственото нещо, което ги обединява е не че са си поставяли общи цели и задачи – а това че харесват едно и също кино. Най-популярната екранизация на Менцел, която се причислява към Чешката нова вълна е филмът от 1966 г. „Строго охранявани влакове“.

### Оскари
През 1968 г. на гости го кани Морис Ергас, дясната ръка на Карло Понти, и му съобщава, че „Строго охранявани влакове“ ще бъде разпространен по кината в САЩ и номиниран за „Оскар“. Менцел обаче приема по-възторжено заминаването си за САЩ отколкото номинацията. Според тогавашния регламент, който претендира за номинация в категорията чуждоезичен филм, преди това трябва да е показван по кината в Америка. Тук много важна роля има и американския разпространител и до голяма степен номинацията зависи от него.
„За да спечеля лотарията за „Оскар“ ми помогнаха две обстоятелства. Първото бе, че моите колеги и съмишленици Кадар, Форман, Хитилова, Немец бяха създали редица добри филми, които отвориха вратите към света на чешкото кино…Второто обстоятелство бе, че по онова време италианците имаха силно влияние в американското кино и дистрибуция. Тази година Понти нямаше по-подходящ филм, който да предложи на Академията от „Строго охранявани влакове“.
За Америка Менцел тръгва само с абитуриентския си костюм в багажа, та се налага Ергас да му купи смокинг от Рим. Научават, че филмът е официално номиниран по време на полета и на летището в Америка ги чакат журналисти. Три месеца обикалят кината в Ню Йорк, Вашингтон и Лос Анджелис, където представят филма. По време на цялото си пътуване в Америка, Менцел има проблем с комуникацията, тъй като не говори английски.
Там на рождения му ден организират обяд в негова чест в сградата на Режисьорската гилдия, на който присъстват Били Уайлдър, Делбърт Ман, Кинг Видор и други популярни режисьори. Менцел се чувства изключително неловко, защото само бил чувал имената им и до този момент, но никога не е имал досег до филмите им. Техни филми по това време в Чехословакия не се прожектират, а американското кино е рядко преподавано дори във ФАМУ. Подобна история има и по време на срещата си с Хичкок, който му разказвал истории от снимките на неговите филми, но Менцел е запознат само с „Ребека“.
След успеха на „Строго охранявани влакове“ от Universal му предлагат да остане две години в Америка, където компанията се ангажира да му предостави жилище и да му помогне в търсенето на сюжет за следващия му филм. Менцел отказва примамливото предложение, защото по това време в Прага вече са се строят декори за новия му филм. И така до американска мечта не се стига.
Основното събитие, което отвежда Менцел в САЩ обаче – церемонията по връчването на „Оскарите“, е отложено с два дни заради убийството на Мартин Лутър Кинг.
Когато идва време за обявяването на победителя в категорията става гаф.
„Дани Кей глупакът на сцената, който държеше в ръцете си плика с името на отличения филм, присви очи към бумагата, която бе измъкнал от плика и обяви на микрофона: The winner is – Yogoslav film – Саша Петрович, който бе номиниран за фантастичния си филм Срещал съм и щастливи цигани се надигна от креслото, а Дани Кей продължи „Closely Watched Trains“, Саша се срути в креслото и щеше да получи инфаркт.“
После се оказва, че всъщност Дани Кей нищо не е сбъркал, а изречението за Югославия се чува от репродукторите.

### Окупацията на Прага
Не след дълго след завръщането му от Америка Прага е окупирана. Същата година го канят като жури на фестивала в Локарно, но той категорично отказва да иде, защото там се прожектирали филми от страни – окупатори на Прага. Отказват се и другите от журито и това е единствената година, в която награди раздават няколко студенти, колкото да се каже, че има фестивал. Заради сложните събития в Прага от Universal пак му предлагат убежище, от което той не се възползва и се връща в Чехия. Оттегля и предложението на Милош Форман, който също му предлага да остане в Ню Йорк, за да правят кино заедно, но Менцел е категоричен.
„Чучулиги на конец“ 1969 г.
Адаптация на провокативни разкази на Храбъл. Екранизирането на историята става възможно едва след премахването на цензурата. Преплитат се две паралелни линии. Съдбата на влюбена двойка – младеж на принудителен труд и затворничка. Снимачният екип е само от хора, с които Менцел вече е работил. Филмът е забранен и остава за дълго в сейфа.
„Две хиляди думи“
Заради подписа му в „Две хиляди думи“ му е взет международният паспорт и над него се сипят доноси. Хората са репресирани от режима на Хусак. В този период има случаи на актьори изгонени от театъра, защото не са отишли да гласуват.
Менцел дълго време е държан умишлено без работа. Започва вътрешен натиск, защото се води на работа в киностудиото, а в същото време не му позволяват да снима. С него се свързва дори Анджей Вайда, който му предлага работа в Полша, но чехите казват всеки път, че е ангажиран и не му позволяват да замине. Всичко това той разказва лично на министъра по това време, който го праща обратно при онзи ръководител на Чешкото кино, от когото се оплаква.
Два дни след като подава своите оплаквания – получава писмо от полицията, където се опитват да го вербуват за агент на ДС, но той умело се измъква от ситуацията.
В един момент се стига до там, че трябва да дава обяснения на чия страна е и да отговори на въпроса дали одобрява окупацията и отказва ли се от „Оскара“. Заради тежката лична цензура, която му налагат той се връща като актьор в театъра в представлението „Пансион за ергени“.
„Почти 500-те представления с „Пансион за ергени“ са най-голямата ми гордост в живота“, твърди Менцел.
„Подстригването“ 1981 г.
Това е един филм за любовта по време на брака. Последната сцена е различна от тази в разказа на Храбъл. На места използва забавн ход на камерата, така че актьорите на екрана да се движат по-бързо от обикновено. Снима близките кадри 20 или 16 кадъра в секунда, защото така лицето има по-ярък израз.
„Селце мое централно“ 1985 г.
Сценарият на филма идва благодарение на смешна история, в която се оказва, че на сценариста Зденек са му платили хонорар два пъти за един и същ сценарий. За да оправдаят парите го карат да напише нещо кратичко, което да приложат към разплащателната разписка. И Зденек надрасква два листа със сюжет за бавноразвиващо момче, което се оказва основата на филма „Селце мое централно“. Хората с Чехия масово не харесали филма при първите му прожекции, защото според тях е очернено социалистическото селце. В Америка обаче осъзнават сложността на проекта и го номинира за награда на Американската филмова академия. И така Менцел отново е номиниран за „Оскар“, но този път е сред аутсайдерите и очаквано за него не печели заветната престижна награда за втори път.

## Личен живот
Иржи Менцел се жени за пръв път през 2004 г. на 66-годишна възраст за 40 години по-младата Олга Келиманова. През 2008 г. Олга ражда дъщеря си Ана Каролина, чиито биологичен баща не е съпругът ѝ, а неговият колега режисьорът Ярослав Брабец. Въпреки това Менцел припознава детето като свое. Няколко години по-късно двамата с Олга се сдобиват с още една дъщеря – Ева Мария, чието бащинство също не е ясно.

## Филмография

### Като режисьор
| година | филм                                                        | оригинално заглавие                                   |
| ------ | ----------------------------------------------------------- | ----------------------------------------------------- |
| 1963   | Умря добрият ни господин Фьорстер                           | Umřel nám pan Foerster                                |
| 1965   | Перлички на дъното Сегмент: Смъртта на господин Балтазар    | Perličky na dně (Smrt pana Baltazara)                 |
| 1965   | Престъпление в девическата гимназия                         | Zločin v dívčí škole                                  |
| 1966   | Строго охранявани влакове                                   | Ostře sledované vlaky                                 |
| 1968   | Престъпление в шантана                                      | Zločin v šantánu                                      |
| 1968   | Капризно лято                                               | Rozmarné léto                                         |
| 1969   | Чучулиги на конец                                           | Skřivánci na niti                                     |
| 1974   | Златно дъно                                                 | Kdo hledá zlaté dno                                   |
| 1976   | Самотна къща край гората                                    | Na samotě u lesa                                      |
| 1979   | Необикновените мъже с камера                                | Báječní muži s klikou                                 |
| 1981   | Подстригването                                              | Postřižiny                                            |
| 1983   | Празници на кокичетата                                      | Slavnosti sněženek                                    |
| 1985   | Шоколадовите детективи                                      | Čokoládoví čmuchalové                                 |
| 1985   | Селце мое централно                                         | Vesničko má středisková                               |
| 1989   | Краят на старите времена                                    | Konec starých časů                                    |
| 1991   | Опера за три гроша                                          | Žebrácká opera                                        |
| 1994   | Животът и необикновените приключения на войника Иван Чонкин | Život a neobyčejná dobrodružství vojáka Ivana Čonkina |
| 2002   | Един момент                                                 | Dalších deset minut                                   |
| 2007   | Обслужвах английския крал                                   | Obsluhoval jsem anglického krále                      |
| 2013   | Коцкари                                                     | Donšajni                                              |

- „Аудиенция“ 1990 г.

### Като актьор
- „Обвиняемият“ 1964 г.
- „Кураж за всеки ден“ 1964 г.
- „Ако хиляда кларинета“ 1965 г.
- „Пансион за ергени“ 1965 г.
- „Лутане“ 1966 г.
- „Звънете на Мартин“ 1966 г.
- „Гуляят“ 1966 г.
- „Завръщане на блудния син“ 1967 г.
- „Хотел за чужденци“ 1967 г.
- „Дита Саксова“ 1968 г.
- „Човек от крематориума“ 1969 г.
- „Сламената шапка“ 1972 г.
- „Шестима юнаци превземат целия свят“ 1972 г.
- „30 дневници и Питагор“ 1972 г.
- „Жената отсреща“ 1978 г.
- „Всяка сряда“ 1979 г.
- „Копортош“ 1980 г.
- „Булдози и череши“ 1981 г.
- „Шведска кибритена клечка“ 1982 г.
- „Сърдечен поздрав от земното кълбо“ 1983 г.
- „Игра в облаците“ 1984 г.
- „Фенди, о, Фенди“ 1985 г.
- „Да бягаме, идва!“ 1987 г.
- „Особени същества“ 1990 г.
- „Начално училище“ 1991 г.
- „Дълъг разговор с птица“ 1992 г.
- „Малкият апокалипсис“ 1993 г.
- „Всичко, което обичам“ 1993 г.
- „Джойнт Венчър“ 1994 г.
- „Отмъщението е мое“ 1995 г.
- „Как да заслужиш принцеса“ 1995 г.
- „Една твърде болезнена самота“ 1996 г.
- „Кръчмата“ 1996 – 1997 г.
- „Зимна самодива“ 1999 г.
- „Всички мои близки“ 1999 г.
- „Когато дядо обичаше Рита Хейуърт“ 2000 г.
- „Бягство в Буда“ 2002 г.
- „Световна атракция“ 2004 г.
- „Роднини“ 2006 г.
- „Мечето“ 2007 г.
- „Последното изкушение на агнето“ 2007 г.
- „Среща в Прага – с убийство“ 2009 г.
- „Операция Дунав“ 2009 г.
- „Сигнал“ 2012 г.
- „Операция Дунав“ 2009 г.
- „Сигнал“ 2012 г.
- „Вратата“ 2012 г.